# Siguiri
Siguiri é uma cidade no nordeste da Guiné no Rio Níger. População 28,319 (2008 est).